# Société des mines et fonderies de zinc de la Vieille-Montagne
La Société des mines et fonderies de zinc de la Vieille-Montagne est une entreprise d'origine liégeoise productrice de zinc fondée en 1837 et dont le siège d'exploitation était à Angleur. Elle a pour origine un procédé inventé par Jean-Jacques Dony au début du XIXe siècle. Le nom provient de Vieille-Montagne (en allemand Altenberg), un lieu-dit sur la commune de La Calamine, où elle exploitait une riche mine de carbonate de zinc à flanc de Vaalserberg. La société fait actuellement partie du groupe Umicore.

## Historique

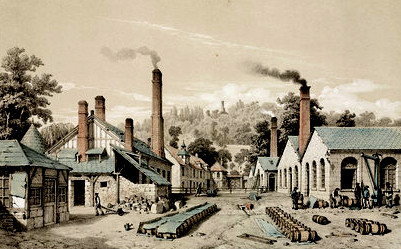
Lithographie représentant la zinguerie de la Vieille Montagne à Bray en 1855.

Sous le régime français, le 24 mars 1806, un décret impérial concède la mine de Moresnet au chimiste liégeois, Jean-Jacques Dony pour 50 ans, avec obligation de prouver qu'il est capable de produire du zinc à l'état métallique. Il ouvre une usine dans le faubourg Saint-Léonard à Liège le 20 juillet 1809 et fait la démonstration de son procédé devant le préfet du département de l'Ourthe le 1er octobre 1809. Celui-ci ne peut que constater l'authenticité du procédé et un brevet de 15 ans lui est accordé par décret impérial, le 19 janvier 1810,,. Dony est donc parvenu à produire un métal malléable, résistant à la corrosion, facilement laminable et d'un prix modique.
En 1811, à titre promotionnel, il couvre l'église Saint-Barthélemy d'une toiture en zinc, une première pour la Belgique.
Il ne lui trouve hélas pas de débouchés et connaît des ennuis financiers. En 1813, il s'associe avec plusieurs personnes dont Francois-Dominique Mosselman à qui, complètement ruiné, il abandonnera l'entreprise en 1818.
À la suite des défaites de Napoléon, l'Europe est redécoupée lors du congrès de Vienne en 1814-1815. Les négociateurs ne parvenant pas à se mettre d'accord sur le sort du riche gisement de zinc, un minuscule territoire indépendant est créé : le Moresnet neutre. Et François-Dominique Mosselman, négociant bruxellois à l'époque du royaume uni des Pays-Bas, qui vivait à Paris connaît quelques difficultés pour jouir de son bien, convoité par les Prussiens. Les choses ne s'éclairciront pour lui qu'à l'indépendance de la Belgique en 1830.

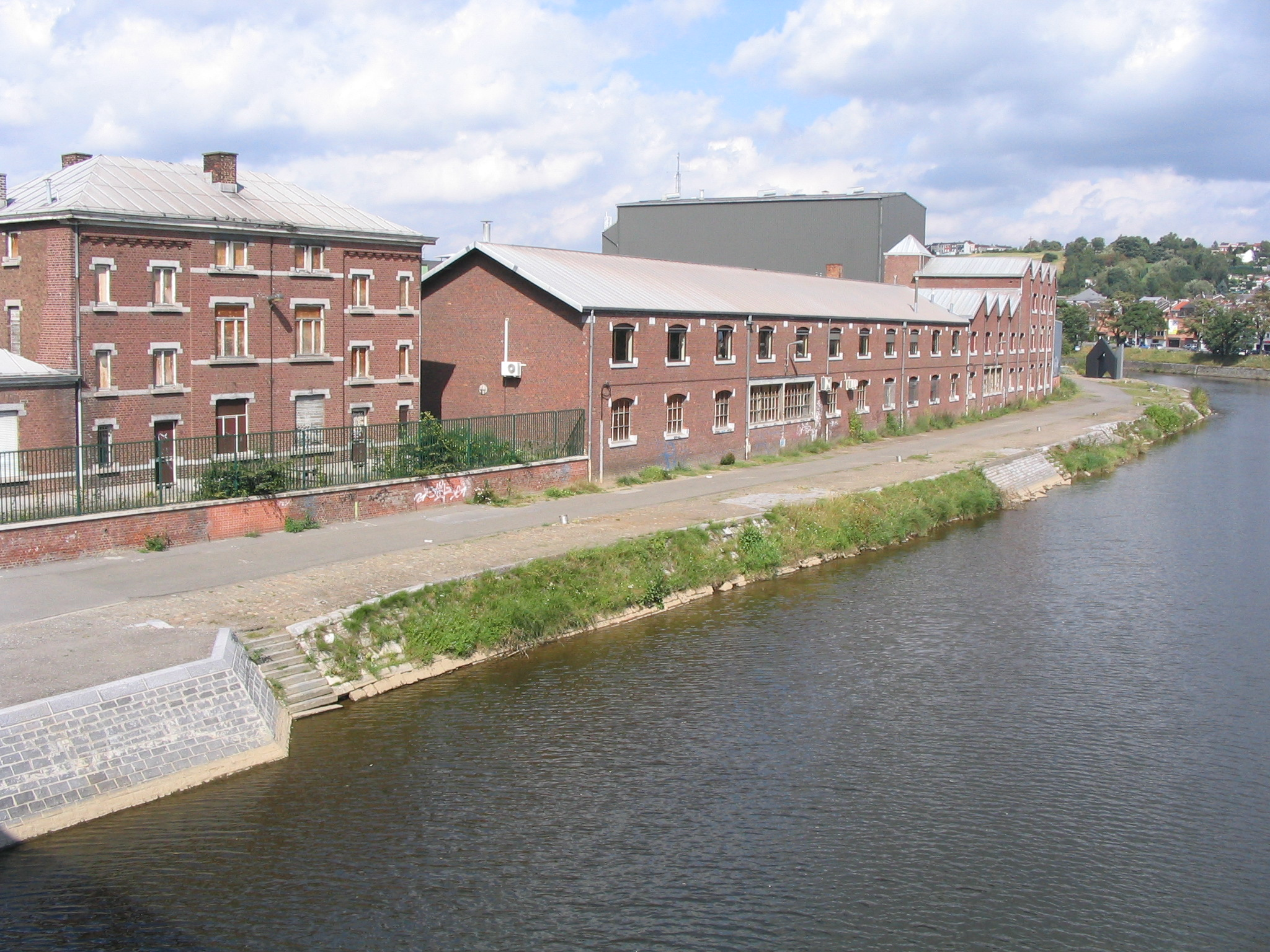
Usine Vieille-Montagne le long de l'Ourthe à Angleur.

En 1835, Alfred Mosselman fait l'acquisition, à Angleur, le long de l'Ourthe, d'un terrain pour y construire une usine à zinc, des bureaux et une maison. En 1837, avec ses enfants et la Banque de Belgique, il crée la société anonyme : Société des Mines et Fonderies de zinc de la Vieille Montagne. Trois sites de production sont actifs : Moresnet, Saint-Léonard et Angleur. Le zinc est laminé à Tilff, facilement accessible via le canal de l'Ourthe et à Bray, en France. La production s'élève à 1 833 tonnes. Vieille Montagne est le seul producteur de zinc du pays.
En 1846, Louis-Alexandre Calley Saint-Paul de Sinçay prend la direction des opérations en Belgique et entreprend une politique de croissance. De 5 941 tonnes en 1845, la production atteint 18 000 tonnes en 1855.  
En 1846, V-M s'associe à la Houillère Valentin et Cocq réunis, alors en difficulté, et installe une fonderie de zinc à Hollogne-aux-Pierres. En 1872, Valentin-Cocq (et l'annexe Colliados) fournissent la totalité du blanc de zinc Vieille-Montagne. En 1912, avec une production de 40 000 tonnes, c'est l'usine à zinc la plus importante du monde.  Le site ne sera définitivement abandonné qu'en 1982.

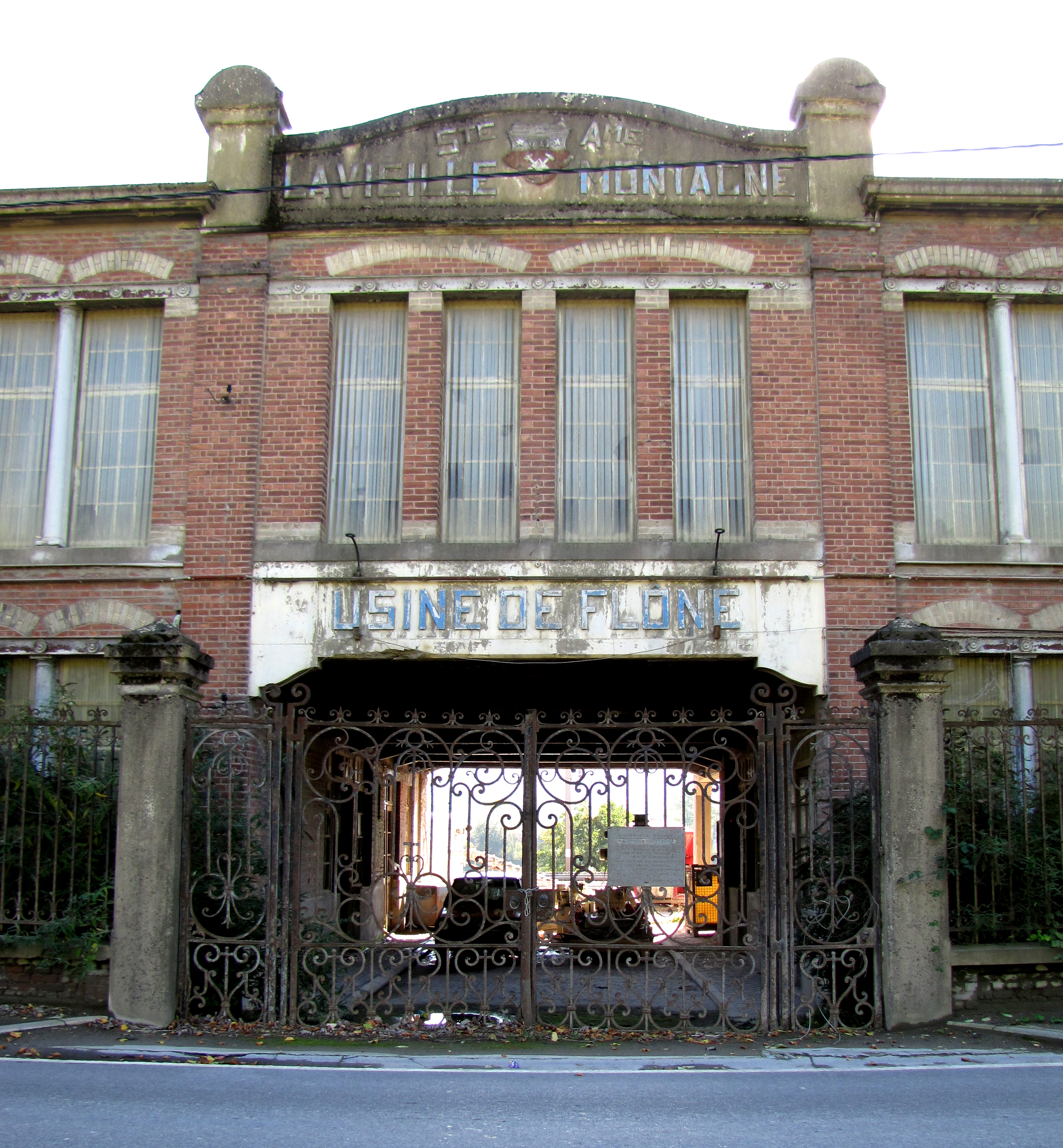
Entrée de l’usine de Flône de la société anonyme La Vieille Montagne.

La concurrence, aussi, s'installe. À Corphalie, la Nouvelle-Montagne à Engis et Prayon, la Grande-Montagne à Flône mais aussi à Ampsin/Antheit (de Laminne).
Dès 1852, la Grande-Montagne de Flône rejoint la Vieille-Montagne.

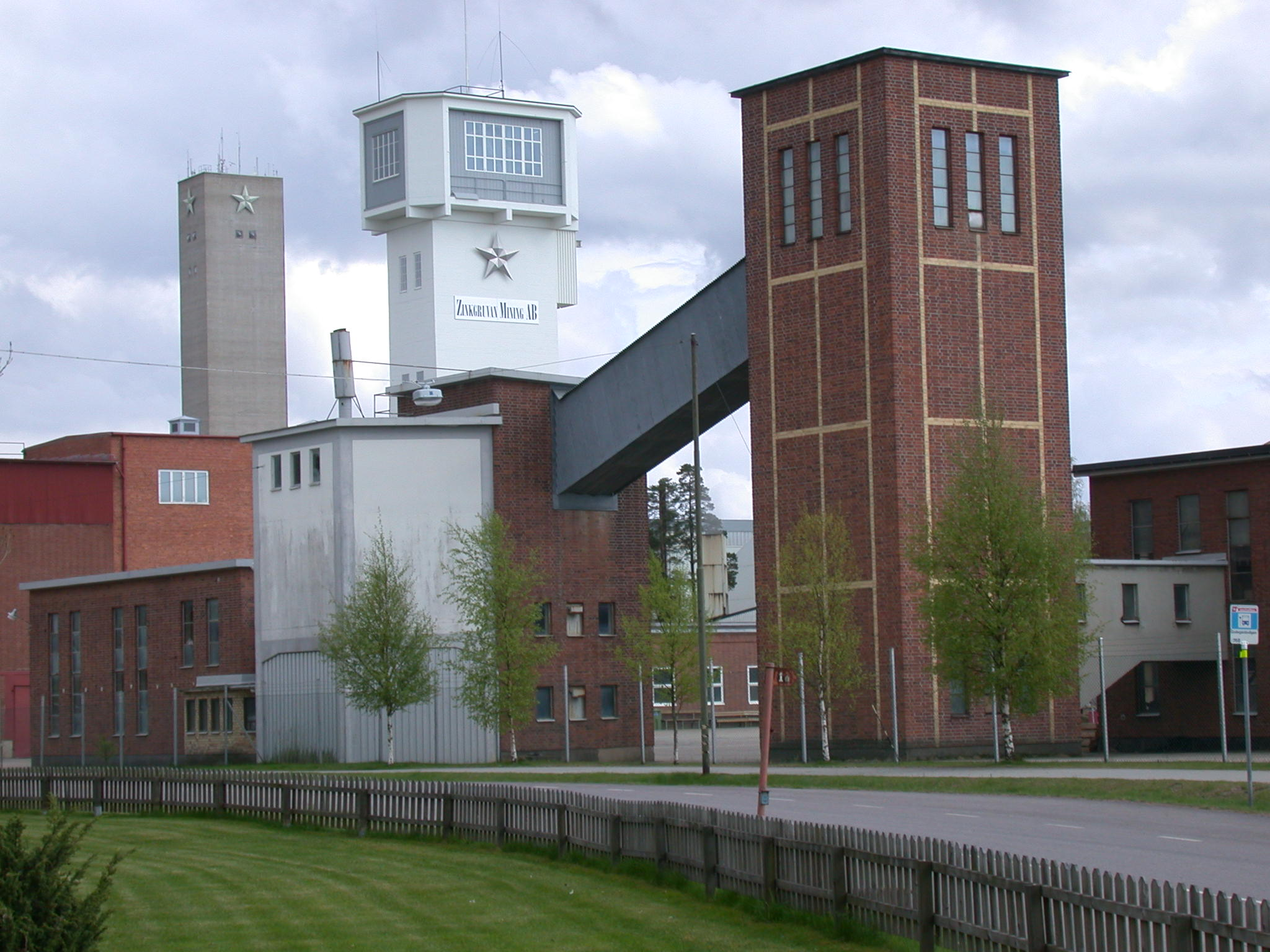
Mine Zinkgruvan à Åmmeberg en Suède.

En 1857, commence l'exploitation d'une riche mine (polymétallique) de blende en Suède, à Åmmeberg (Zinkgruvan).
V-M construisit une ligne de chemin de fer de 11 kilomètres pour transporter le minerai jusqu'au port de Åmmeberg et en fit une des mines souterraines les plus vastes d'Europe.  Vieille-Montagne l'exploita jusqu'en 1995, date à laquelle elle fut vendue à un groupe minier australien. Depuis 2004, elle est exploitée par Lundin Mining Corporation et on ne prévoit pas son épuisement avant 2020.
On découvre des gisements dans le bassin méditerranéen. Devant la crainte de voir le centre de gravité de l'industrie du zinc se déplacer vers le sud, Vieille-Montagne acquiert, en 1871, l'usine de Viviez, dans l'Aveyron. Celle-ci jouera un rôle important lors de la première Guerre mondiale pour l'approvisionnement en zinc de haute qualité, nécessaire au laiton entrant dans la fabrication des munitions ainsi que dans la production d'acides sulfurique et nitrique pour la production d'explosifs. En 1922, Viviez sera la première usine de zinc électrolytique sur le continent. Vieille-Montagne a construit le barrage de Thuriès sur le Viaur pour en assurer l'alimentation en électricité.
L'usine de Balen/Wezel est créée le long du canal de Campine en 1889 pour traiter les minerais sulfurés (blende) en provenance de Åmmeberg et prend rapidemenent une grande importance. Elle produit également d'autres métaux qui sont associés au zinc comme le plomb, l'argent. Les deux secteurs sont liés car on trouve beaucoup de plomb dans les mines et les minerais de zinc. D'autres groupes belges s'inspirent du succès de l'usine en coentreprise entre Metallgesellschaft et Degussa à Hoboken, implantée en 1887 près d'Anvers, qui est devenue leader du plomb en Europe. Cette usine est passée de 32 000 tonnes par an de production en 1894 à 400 000 tonnes en 1902, et elle suscite des convoitises. Beaucoup de grands groupes belges spécialistes du zinc investissent alors dans des opérations permettant d'utiliser les résidus de ce  métal pour en obtenir du plomb. Parmi les groupes belges spécialistes du zinc qui investissent dans le plomb, on compte aussi la Société austro-belge, premier producteur de zinc du pays. En 1911, la Belgique est capable d'exporter 48 000 tonnes de plomb par an alors qu'elle n'en produisait que 17 000 tonnes, presque trois fois moins, en 1902.
En Sardaigne, Vieille-Montagne exploite des mines dans le district d'Iglesias à commencer par les toutes premières concessions minières de mine de Sa Duchessa, Monte Agruxiau et San Benedetto, qui extrayaient principalement de la calamine et de la galène et qui furent suivies par de nombreuses autres concessions et mines connexes. 
À la suite de l'augmentation des coûts de transport, de stockage et de loisirs depuis les côtes de Masua jusqu'à l'île de Carloforte, VM a travaillé à réduire les coûts en développant une nouvelle infrastructure technologique, destinée à vaincre la concurrence : on a utilise un système ingénieux pour charger le minerai à bord de bateaux : Porto-Flavia (du nom de la fille aînée du directeur technique, Cesare Vecelli). De grands silos furent taillés dans la roche. Approvisionné par une galerie supérieure, le bas des trémies donnait sur une bande transporteuse dont l'extrémité, articulée, menait le minerai dans les navires au pied de la falaise. Construit en 1924, ce site est exploité aujourd'hui touristiquement,. Ce gîte de calamine avait été étudié pour Vieille-Montagne par Edmond Fuchs en 1869.

### Administrateurs
- Eudore Pirmez

## Rôle social
La société de la Vieille-Montagne a créé diverses institutions en faveur de ses ouvriers, leur permettant ainsi d’améliorer leur position sociale et de devenir parfois propriétaires : caisse des ouvriers (caisse de secours (1847) et caisse de prévoyance), caisse d’épargne, dons de la société, vente d’habitation à prix coûtant (1860), fourniture d’aliments à prix réduit, création d’une école gratuite et obligatoire pour les enfants d’ouvriers, création de sociétés d’harmonie et de chant, d’archers et de carabiniers, organisation de fêtes spéciales aux jours de kermesse, une maison de retraite pour les pensionnés et les orphelines à Cointe en 1892.
On trouve également ce genre d'institutions, à la même époque, à quelques kilomètres de là, aux Cristalleries du Val-Saint-Lambert.

## Évolution du nom de la société
- 1837, Société des Mines et Fonderies de Zinc de la Vieille-Montagne
- 28 décembre 1989, ACEC-Union Minière (après absorption-fusion avec Métallurgie Hoboken-Overpelt (MHO), Vieille-Montagne (VM) et Mechim par ACEC-Union Minière (Annexe Moniteur 27 janvier 1990 - 900127.70)
- 13 mai 1992, Union Minière (changement de dénomination; Annexe Moniteur 16 juin 1992 - 920616-316)
- 3 septembre 2001, Umicore (changement de dénomination; Annexe Moniteur 27 septembre 2001 - 20010927-233)

## Établissements
| site                     | années    | activités                                                    | coordonnées                    |  |
| ------------------------ | --------- | ------------------------------------------------------------ | ------------------------------ |  |
| Angleur                  | 1837-     | Direction, laboratoires, fours, laminoirs, poussière de zinc | 50° 36′ 36″ N, 5° 36′ 45″ E    |  |
| Moresnet neutre          | 1806-1880 | Mine fondatrice                                              | 50° 43′ 49″ N, 6° 00′ 48″ E    |  |
| Liège/Saint-Léonard      | 1809-1880 | premiers établissements de Jean-Jacques Dony (école en 1906) | 50° 39′ 01″ N, 5° 35′ 29″ E    |  |
| Tilff                    | 183?-19?? | Laminoirs                                                    | 50° 34′ 12″ N, 5° 35′ 18″ E    |  |
| Flône                    | 1853-     | fours                                                        | ?? 50° 33′ 15″ N, 5° 19′ 56″ E |  |
| Grâce-Hollogne           | 1846-1982 | (Valentin-Cocq) blanc de zinc                                | 50° 37′ 39″ N, 5° 28′ 44″ E    |  |
| Balen-Wezel              | 1889-     | Grillage, plomb, argent, H2SO4, germanium                    | 51° 12′ 02″ N, 5° 14′ 47″ E    |  |
| Bensberg                 | 1853-     | mines (+Silbersand)                                          |                                |  |
| Åmmeberg                 | 1857-     | (Zinkgruvan), Mine (blende)                                  | 58° 48′ 47″ N, 15° 06′ 28″ E   |  |
| Creil                    | 1915-1992 | Fonderie de zinc (site détruit)                              | 49° 15′ 27″ N, 2° 27′ 47″ E    |  |
| Levallois-Perret         |           | Usine à blanc de zinc                                        |                                |  |
| Bray-et-Lû               |           | Laminoirs à zinc, ateliers de zinguerie                      |                                |  |
| Dangu                    | 1884-     | Laminoirs                                                    |                                |  |
| Hautmont                 | 1887-     | Laminoirs à zinc, ateliers de zinguerie                      |                                |  |
| Port-de-Bouc             |           | Grillage des blendes, acide sulfurique                       |                                |  |
| Saint-Félix-de-Pallières | 1915-     | Mines du Gard : Mines de zinc et de plomb                    |                                |  |
| Viviez                   | 1871-     | zinc électrolytique                                          | 44° 33′ 26″ N, 2° 13′ 12″ E    |  |
| Penchot                  | 1871-     | laminoirs                                                    | 44° 35′ 16″ N, 2° 12′ 08″ E    |  |
| Pampelonne               | 1922-     | Barrage de Thuriès                                           | 44° 07′ 25″ N, 2° 15′ 20″ E    |  |
| Calais                   | 1975-     | grillage de minerais                                         |                                |  |
| Auby                     | 1985-     | usine à zinc                                                 |                                |  |
| Sa Duchessa              | 1870-     | Mine de zinc, de plomb et de cuivre                          | 39° 22′ 26″ N, 8° 35′ 29″ E    |  |
| Monte Agruxiau           | 1870-     | Mine de zinc, de plomb et d'argent                           | 39° 18′ 23″ N, 8° 29′ 18″ E    |  |
| San Benedetto            | 1872-     | Mine de zinc, de plomb et d'argent                           | 39° 21′ 47″ N, 8° 31′ 41″ E    |  |
| Masua - Acquaresi        | 1885-     | Mine de zinc, de plomb et d'argent                           | 39° 20′ 00″ N, 8° 25′ 30″ E    |  |
| Porto-Flavia             | 1924-     | chargement des navires                                       | 39° 20′ 11″ N, 8° 24′ 29″ E    |  |
| Bergame                  | 1899-     | Mines de zinc et de plomb                                    | 45° 52′ 06″ N, 9° 49′ 23″ E    |  |
| Ouarsenis                |           | Mines de zinc et de plomb (? Hammam (1871))                  |                                |  |
| Djebba (Tunisie)         |           | Mines de galène                                              |                                |  |
| Nenthead                 |           | Mines de zinc et de plomb                                    | 54° 47′ 02″ N, 2° 20′ 14″ O    |  |

## Album

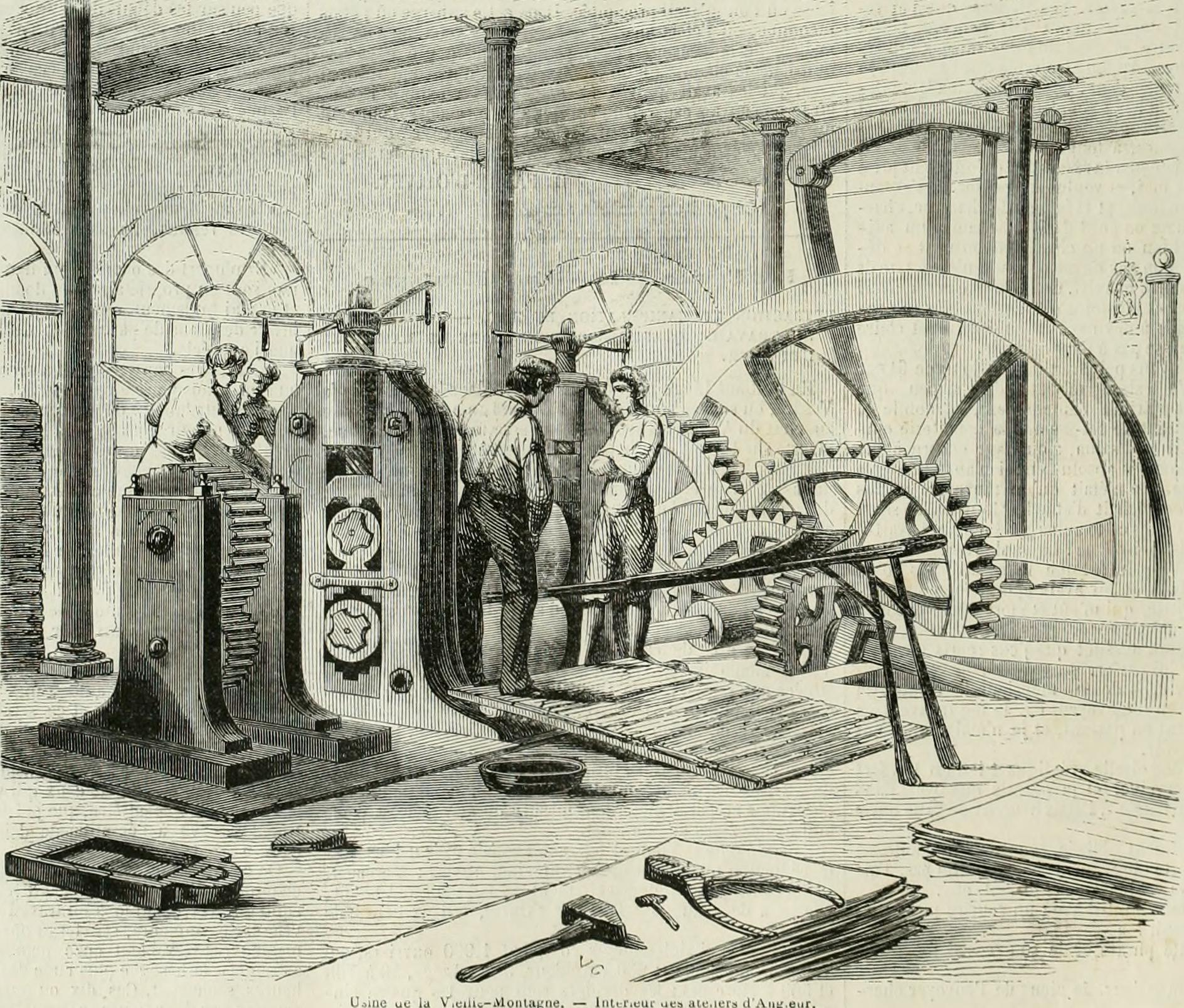
Usine de la Vieille-Montagne. Intérieur des ateliers d'Angleur. L'Illustration 1843.
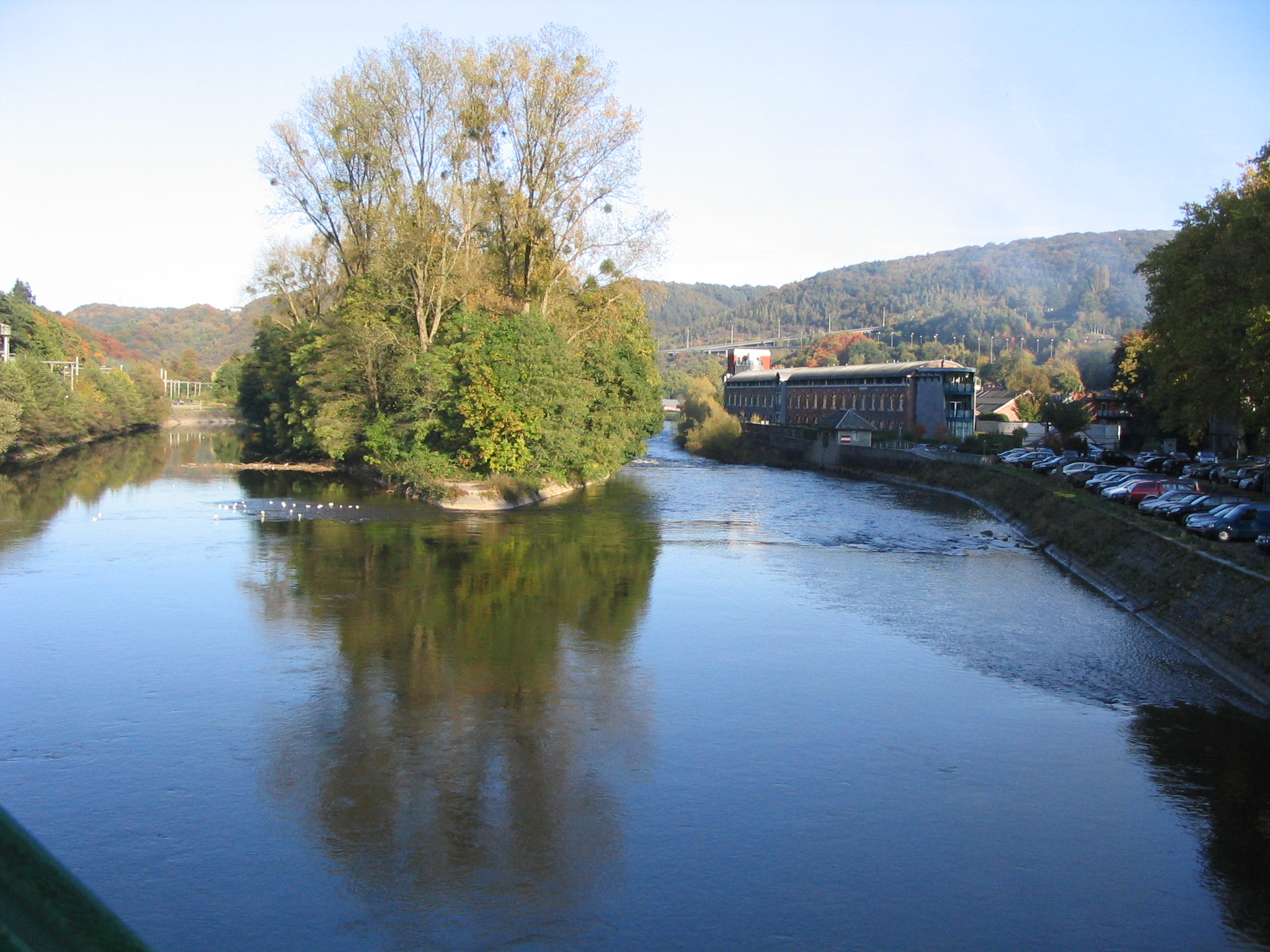
Site des laminoirs à Tilff (réhabilités en habitations)
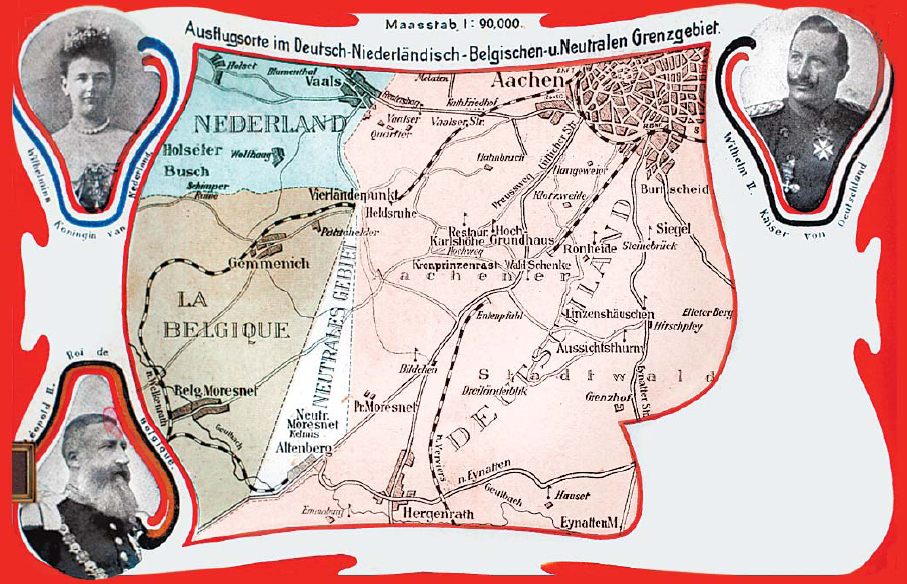
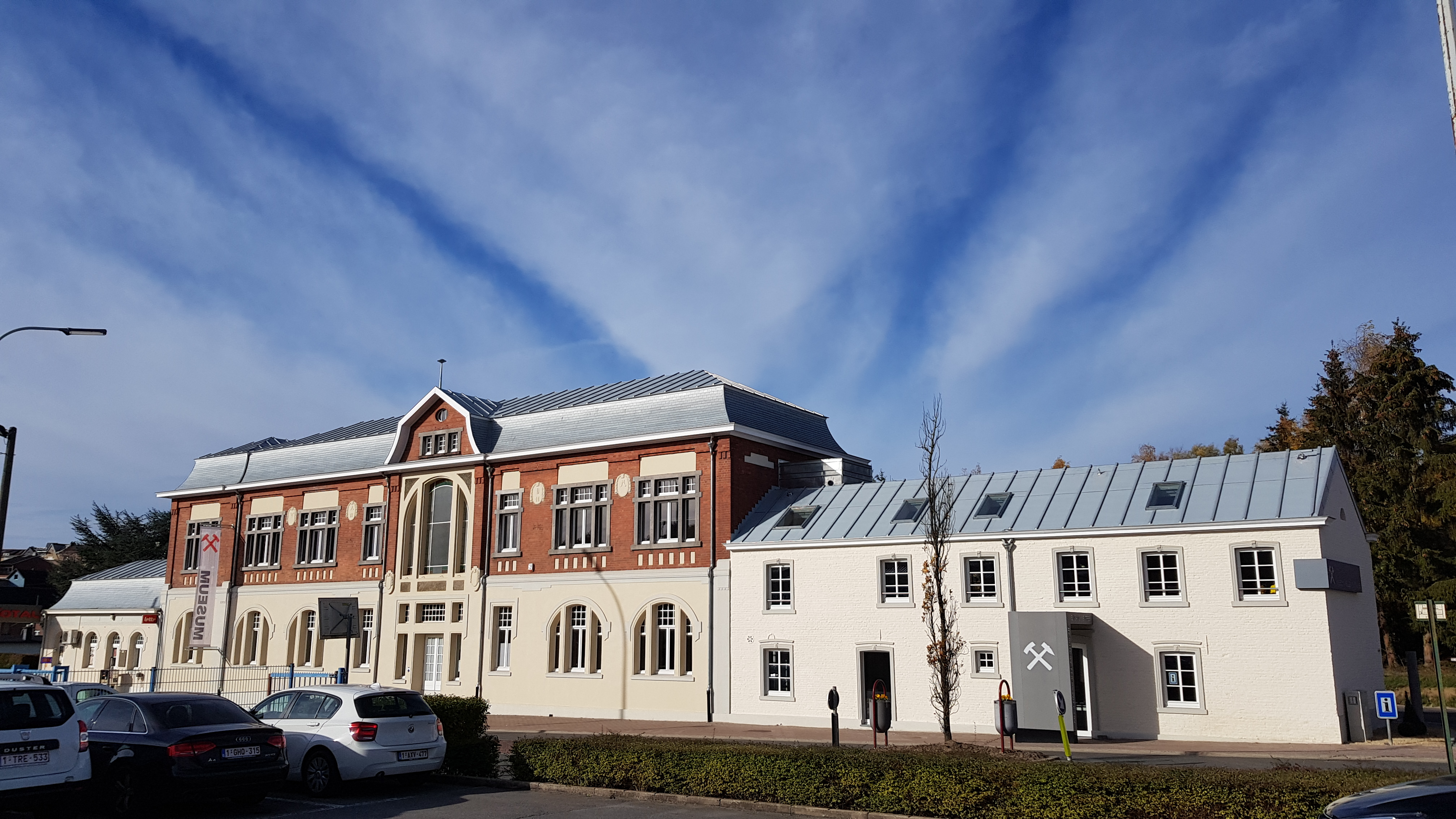
La Direction de l'Agence de Moresnet (1910) et un bâtiment industriel du milieu du 19e siècle abritent aujourd'hui le Musée Vieille Montagne